# Leonard Kabala
Leonard Maciej Wiktor Kabala (ur. 24 lutego 1945 w Tarnawie Górnej, zm. 3 kwietnia 1988 w Sanoku) – polski harcerz, polityk, działacz partyjny, radny.

## Życiorys
Leonard Maciej Wiktor Kabala urodził się 24 lutego 1945 w Tarnawie Górnej. Był synem Stanisława i Marii z domu Walko. W 1963 ukończył Technikum Mechaniczne w Sanoku uzyskując tytuł technika mechanika o specjalności obróbka skrawaniem (w jego klasie był m.in. Zbigniew Osenkowski). Był harcerzem hufca sanockiego. Został działaczem PZPR. W latach 70. był kierownikiem Ośrodka Pracy Ideowo-Wychowawczej (OPIW) w Sanockiej Fabryce Autobusów „Autosan”. Przyczynił się do powstania pisma „Gazeta Sanocka – Autosan” w 1974. Działał we współpracy z organizacjami młodzieżowymi i harcerzami w Sanoku. Przed 1981 uzyskał tytuł Harcmistrza Polski Ludowej.
10 lipca 1975 został sekretarzem organizacyjnym Komitetu Zakładowego PZPR w SFA „Autosan”. Odchodząc tej funkcji w lutym 1977 został wybrany I sekretarzem KZ PZPR w SZPG „Stomil” w Sanoku, ponownie wybrany 6 listopada 1977, pełnił to stanowisko na przełomie lat 70. i 80. Pełnił mandat radnego Miejskiej Rady Narodowej w Sanoku, wybierany w wyborach: 1973 (zasiadł w Komisji Wychowania, Oświaty i Kultury), w 1978 (zasiadł w Komisji Przestrzegania Prawa i Porządku Publicznego, od 1981 członek Prezydium MRN), w 1984 (przewodniczący Komisji do spraw Samorządu Mieszkańców). Pełniąc funkcję przewodniczącego Federacji Socjalistycznych Związków Młodzieży Polskiej w Sanoku, 28 stycznia 1975 został członkiem Egzekutywy Komitetu Miejskiego PZPR w Sanoku. 8 stycznia 1980 został wybrany członkiem Wojewódzkiej Komisji Rewizyjnej przy Komitecie Wojewódzkim PZPR w Krośnie. Był działaczem Frontu Jedności Narodu w Sanoku. Sprawował stanowisko kierownika Archiwum Państwowego w Rzeszowie, Oddział Terenowy w Sanoku.

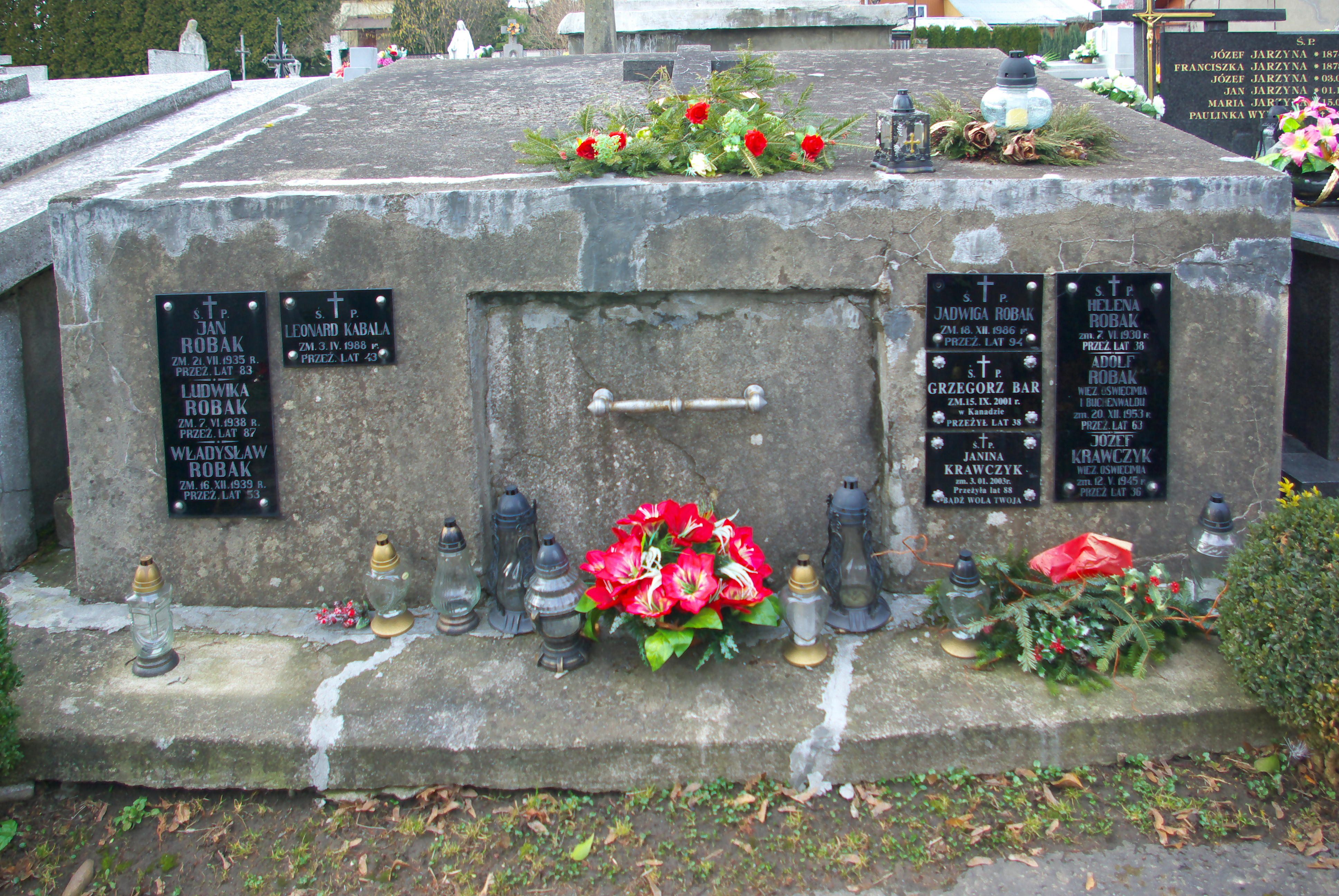
Grobowiec rodziny Robak w Sanoku – miejsce pochówku Leonarda Kabali

Pod koniec sprawowania mandatu radnego MRN kadencji (1984-1988) zmarł 3 kwietnia 1988 w szpitalu w Sanoku w wieku 43 lat wskutek choroby. Został pochowany w grobowcu rodziny Robak na Cmentarzu Centralnym w Sanoku 5 kwietnia 1988. Był żonaty z Heleną Teresą z domu Lisowską. Miał syna.

## Odznaczenia
- Złoty Krzyż Zasługi (1987)[21]
- Srebrny Krzyż Zasługi (1978)[22][23]
- Krzyż „Za Zasługi dla ZHP” (1975)[24]
- Odznaka „Zasłużony Działacz Frontu Jedności Narodu” (1981)[25]
- Honorowa Odznaka Ruchu Przyjaciół Harcerstwa (1984)[26]